# Finnemanite
La finnemanite è un minerale.